# Proletario liberado

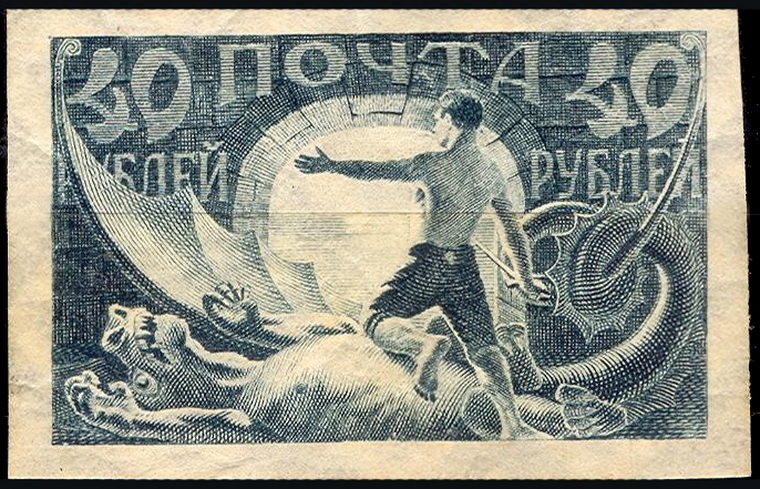
Proletario liberado. RSFS de Rusia, 1921.

El nombre filatélico Proletario liberado (del ruso: 'Освобождённый пролетарий') del sello postal de la República Socialista Federativa Soviética de Rusia (RSFSR) con una  figura alegórica (Catálogo de la FAC #7; Scott #187), emitida el 10 de agosto de 1921 en la primera serie de las estampillas estándar soviéticas. Entre los años 1950 al 1960 se consideraba la primera estampilla de la RSFSR. Su imagen puede aparecer en otros sellos soviéticos y también en las portadas de libros filatélicos.

## Descripción
En la estampilla el proletario "es" liberado, por la espada, que abate al dragón, que personifica el capitalismo. Antes el proletario liberado por el sol hacia la libertad, a una nueva vida. Eduard Arenin en el libro “Octubre en los sellos” (1967) la siguiente descripción de esta imagen:
“Especialmente se destaca esta miniatura postal en su alegoria “Proletario liberado”. El ascendido sol de la libertad ilumina con sus rayos la potente figura del trabajador, la hidra del capitalismo muerta abre camino hacia una nueva vida, al socialismo y la paz, al comunismo.”

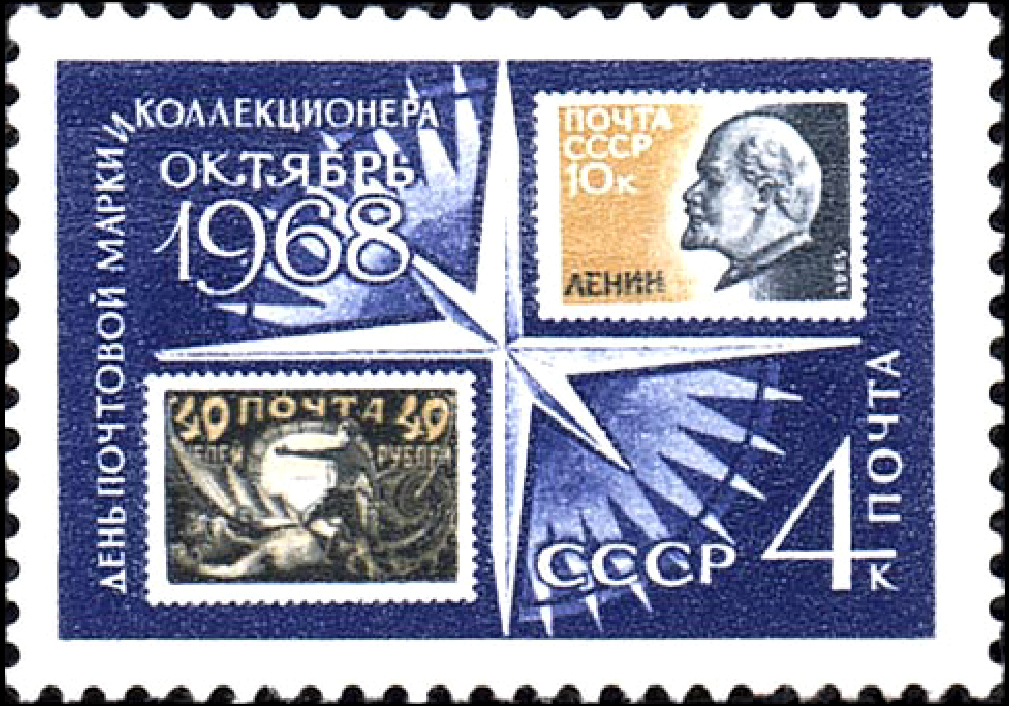
En un sello del Día del Sello Postal y del Colector. URSS, 1968.

El autor de la imagen fue Mijaíl Antónov. El sello fue grabado por Pericles Ksidias.

## La importancia
“Proletario liberado” se consideraba una de las más bellas miniaturas postales tanto desde el punto de vista  artístico como de la resolución poligráfica. De acuerdo a la competencia interna de la Goznak, entre los artistas de la organización, el sello obtuvo la primera premiación.